# Everett Sloane
Everett Sloane (Manhattan, Nueva York, 1 de octubre de 1909 – Los Ángeles, 6 de agosto de 1965) fue un actor estadounidense de cine y televisión, compositor de canciones y director de teatro. Sloane es posiblemente más conocido por su papel de Mr. Bernstein en el clásico del cine Ciudadano Kane.

## Biografía y carrera
Nació en Manhattan, en el seno de una familia judía. Sloane se formó en la Universidad de Pensilvania antes de dejar los estudios para unirse a una compañía teatral, aunque tras una serie de críticas negativas trabajó como corredor de bolsa en Wall Street. Tras el crack de la bolsa de 1929, decidió volver al teatro. Sloane se unió a la compañía Mercury Theatre de Orson Welles, actuando con la misma y participando en películas de Welles tales como Ciudadano Kane en 1941 y La dama de Shanghái en 1948. Aunque después no se prodigó mucho en el cine, participó en otras dos películas hoy clásicas: El loco del pelo rojo, biopic sobre Van Gogh protagonizado por Kirk Douglas, y Con él llegó el escándalo. 
La carrera teatral de Sloane en Broadway empezó con la comedia Boy Meets Girl en 1945 y finalizó con From A to Z, una revista para la cual compuso varias canciones, en 1960. A lo largo de este tiempo actuó en obras como Native Son (1941), A Bell for Adano (1944), y Room Service (1953), además de dirigir el melodrama The Dancer (1946).
En los años cuarenta, Sloane fue una estrella invitada con frecuencia a las series de teatro radiofónico Inner Sanctum Mysteries y The Mysterious Traveler, en esta última junto a Kermit Murdock. 
Sloane también trabajó extensamente en la televisión. Fue la voz de Dick Tracy en 130 películas de dibujos animados producidas en 1960 y 1961. Desde 1964 dio voces a los personajes animados de la serie Jonny Quest. Parece ser que escribió la letra de la canción "The Fishin' Hole", tema principal de The Andy Griffith Show. Además, protagonizó las dos versiones de Patterns, tanto para el cine como para la televisión, escritas por Rod Serling. 

### Vida privada y muerte
Estuvo casado con Luba Herman desde 1933 hasta el momento de su muerte. Sloane se suicidó a los 55 años de edad en Los Ángeles, California, por una sobredosis de barbitúricos, presumiblemente afectado de una depresión a causa de su ceguera, secundaria a un glaucoma.

## Filmografía seleccionada
| 1941 | Ciudadano Kane                   |
| 1941 | Native Son                       |
| 1942 | Journey into Fear                |
| 1944 | A Bell for Adano                 |
| 1945 | Boy Meets Girl                   |
| 1947 | La dama de Shanghái              |
| 1950 | Hombres (The Men)                |
| 1951 | The Enforcer (Sin conciencia)    |
| 1951 | Sirocco                          |
| 1953 | Room Service                     |
| 1955 | The Big Knife                    |
| 1956 | El loco del pelo rojo            |
| 1956 | Patterns                         |
| 1956 | Somebody Up There Likes Me       |
| 1960 | Con él llegó el escándalo        |
| 1960 | From A to Z                      |
| 1964 | The Disorderly Orderly The Patsy |